# Greenwood County (South Carolina)
Greenwood County ist ein County im Bundesstaat South Carolina der Vereinigten Staaten. Das U.S. Census Bureau hat bei der Volkszählung 2020 eine Einwohnerzahl von 69.351 ermittelt. Der Verwaltungssitz (County Seat) ist Greenwood.

## Geographie
Das County liegt im Nordwesten von South Carolina, ist im Südwesten etwa 30 km von Georgia entfernt und hat eine Fläche von 1199 Quadratkilometern, wovon 19 Quadratkilometer Wasserfläche sind. Es grenzt im Uhrzeigersinn an folgende Countys: Laurens County, Newberry County, Edgefield County, Saluda County, McCormick County und Abbeville County.

## Geschichte
Greenwood County wurde am 2. März 1897 gebildet und nach der Stadt Greenwood benannt, deren Name auf die ausgeprägte Belaubung der Region zurückgeht.

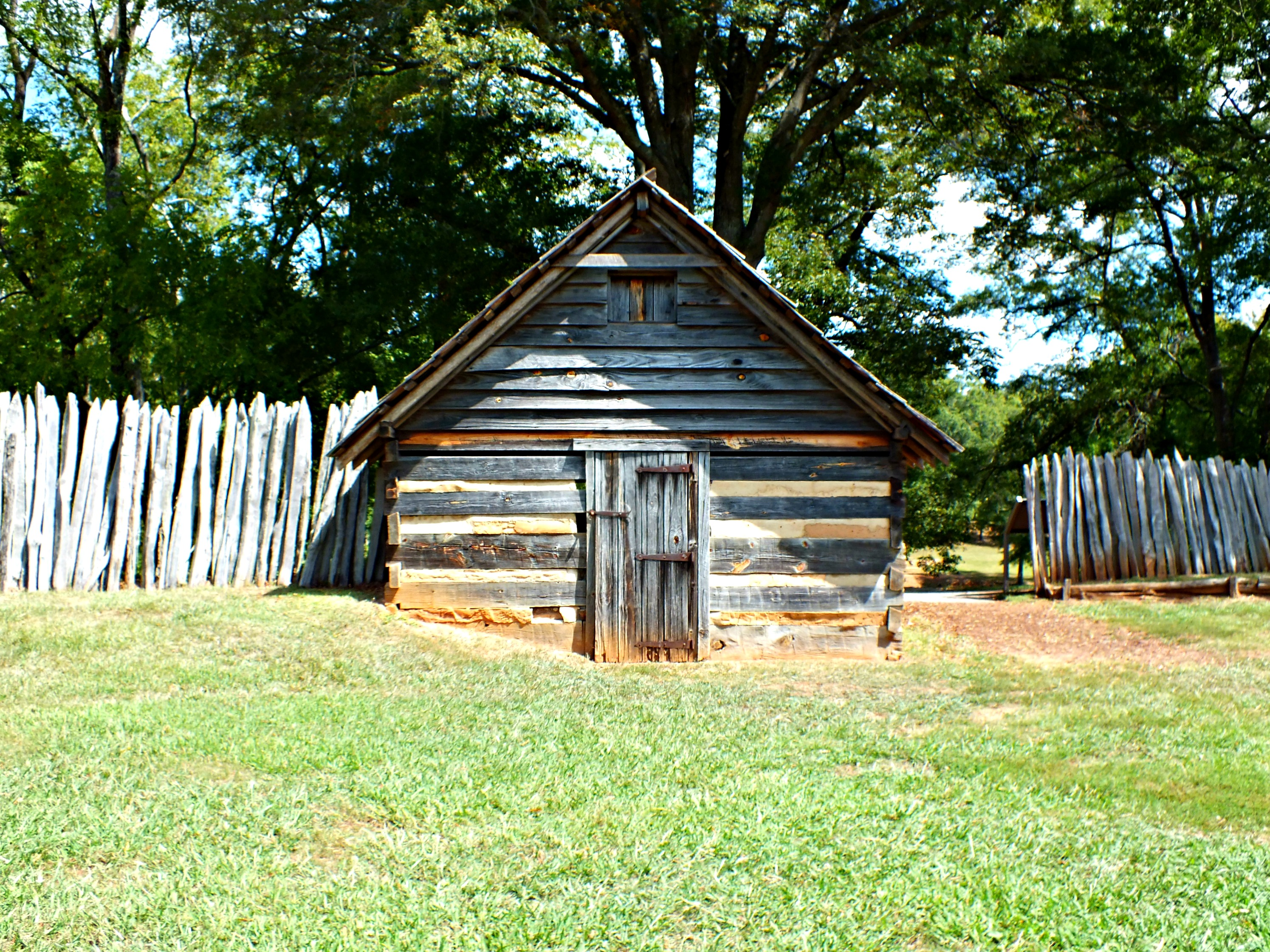
Ninety Six National Historic Site (2016)

Ein Ort im County hat den Status einer National Historic Landmark, das Fort Ninety Six National Historic Site. 21 Bauwerke und Stätten des Countys sind im National Register of Historic Places (NRHP) eingetragen (Stand 28. Juli 2018).

## Demografische Daten
Nach der Volkszählung im Jahr 2000 lebten im Greenwood County 66.271 Menschen in 25.729 Haushalten und 17.753 Familien. Die Bevölkerungsdichte betrug 56 Einwohner pro Quadratkilometer. Ethnisch betrachtet setzte sich die Bevölkerung zusammen aus 65,57 Prozent Weißen, 31,74 Prozent Afroamerikanern, 0,18 Prozent amerikanischen Ureinwohnern, 0,71 Prozent Asiaten, 0,04 Prozent Bewohnern aus dem pazifischen Inselraum und 1,03 Prozent aus anderen ethnischen Gruppen; 0,74 Prozent stammten von zwei oder mehr Ethnien ab. 2,87 Prozent der Bevölkerung waren spanischer oder lateinamerikanischer Abstammung.
Von den 25.729 Haushalten hatten 31,7 Prozent Kinder unter 18 Jahre, die bei ihnen lebten. 48,7 Prozent waren verheiratete, zusammenlebende Paare, 16,1 Prozent waren allein erziehende Mütter, 31,0 Prozent waren keine Familien, 26,3 Prozent waren Singlehaushalte und in 10,6 Prozent lebten Menschen mit 65 Jahren oder darüber. Die Durchschnittshaushaltsgröße betrug 2,49 und die durchschnittliche Familiengröße betrug 3,00 Personen.
25,5 Prozent der Bevölkerung war unter 18 Jahre alt. 10,4 Prozent zwischen 18 und 24, 28,2 Prozent zwischen 25 und 44, 22,2 Prozent zwischen 45 und 64 und 13,7 Prozent waren 65 Jahre alt oder älter. Das Durchschnittsalter betrug 35 Jahre. Auf 100 weibliche Personen kamen 88,4 männliche Personen und auf 100 Frauen im Alter von 18 Jahren und darüber kamen 84,6 Männer.
Das jährliche Durchschnittseinkommen eines Haushalts betrug 34.702 USD, das Durchschnittseinkommen einer Familie betrug 42.022 USD. Männer hatten ein Durchschnittseinkommen von 30.759 USD, Frauen 23.820 USD. Das Prokopfeinkommen betrug 17.446 USD. 9,9 Prozent der Familien und 14,2 Prozent der Bevölkerung lebten unterhalb der Armutsgrenze.